# Giarratana
Giarratana est une commune italienne de la province de Raguse, dans la région Sicile.

## Géographie
Le site historique de Giarratana se situe sur un éperon volcanique à la confluence du torrent Miele et du fleuve Irminio, à 25 km au nord de Raguse.
Détruite lors du séisme de 1693, l'agglomération est déplacée dans la vallée alors que l’ancien site prend le nom de Terravecchia.

## Économie
Commune agricole, elle produit une variété d'oignon qui porte son toponyme, classée parmi les produits agroalimentaires traditionnels de Sicile.

## Histoire
Le quartier Margi est occupé à l'époque romaine, de même que le quartier Orto Mosaico où a été découverte en 1989, une villa du IIIe ou IVe siècle. 
Mentionnée en 1109, mais absente des écrits du géographe Al Idrissi, Giarratana est désigné comme casal (regroupement rural ouvert) en 1249, et comme castrum et terram en 1253.
En 1195, l'empereur Henri VI concède Giarratana à Rinaldo Acquaviva de la famille des Reali. Le fief passe ensuite aux mains de Gautier Caltagirone, qui s'oppose aux Angevins en 1268, entrainant peut-être la destruction du château par Charles d’Anjou. Guillaume de Sens devient alors le nouveau seigneur du fief, redevenu casal.
La famille Alagona qui domine ensuite la Sicile orientale au XIVe siècle, est seigneur de Giarratana, à nouveau fortifiée. Elle s'oppose à la famille Chiaramonte jusqu'à la « Paix des Barons » du 25 mars 1380. En 1394, le Catalan Bernardo Cabrera achète Giarratana qui revient ensuite à son fils Giovanni, lequel vend Giarratana à Simonetto Settimo, un marchand-banquier. Le fils de ce dernier, Giovanni Antonio, devient capitaine des bourreaux de Palerme en 1505 et entre dans la noblesse sicilienne par mariage. Entre-temps, Giarratana voit sa population réduire fortement, jusqu'à atteindre 91 feux en 1464. Elle croit à 120 feux en 1478, 142 en 1497, 370 feux en 1505 et 700 en 1533. Le nombre de feux retombe à 498 en 1548. Le séisme de 1542 a pu être dévastateur, car la population retombe à 498 en 1548, avant de s'accroitre à nouveau à 553 en 1570.
Capitaine d’armes de Syracuse, Carlo Settimo est fait marquis de Giarratana, le 30 juillet 1569 par Philippe II, ce qui accroit progressivement l'importance de la cité dans le Val di Noto. En 1583, sous Blasco Settimo, Giarratana appartient à la comarque de Caltagirone et à la sergenterie de Scicli. En 1593, Giarratana abrite 2 346 habitants répartis dans 520 maisons et 29 quartiers.
La population baisse à 1 993 habitants en 1623 à la suite de la succession de la sécheresse (1612-1619), de la destruction des cultures par des criquets en 1616, d'une violente inondation en 1622, avant que la peste ne s'abatte en 1626. La démographie rebondit dans la seconde partie du siècle, avec 2 691 habitants en 1681. Le château est rénové à cette période. Deux paroisses (Chiesa Madre et San Bartolomeo) sont créées en 1670 autour des douze églises.
Le village est l'un des plus touchés par le tremblement de terre du 11 janvier 1693, qui fait 541 victimes, soit 18 % de la population locale, et laisse en ruine l'église mère et le château. Totalement détruites, les habitations ne sont pas reconstruites sur place mais dans une nouvelle Giarratana, rebâtie dans la vallée.
Le 13 octobre 1902, une confrontation entre des ouvriers agricoles en grève et la troupe fait deux morts et cinquante blessés.

## Administration
| Période                                  | Période | Identité | Étiquette | Qualité |
| ---------------------------------------- | ------- | -------- | --------- | ------- |
|                                          |         |          |           |         |
| Les données manquantes sont à compléter. |         |          |           |         |

### Hameaux
Giarratana.

### Communes limitrophes
Buccheri, Buscemi, Licodia Eubea, Modica, Monterosso Almo, Raguse, Vizzini.